# Некокли
Некокли (исп. Necoclí) — город и муниципалитет на северо-западе Колумбии, на территории департамента Антьокия. Входит в состав субрегиона Ураба.

## История
До прихода испанцев территорию муниципалитета населяли племена карибов.
Поселение, из которого позднее вырос город, было основано испанским конкистадором Алонсо де Охедой в 1509 году. Муниципалитет Некокли был выделен в отдельную административную единицу в 1978 году.

## Географическое положение
Город расположен в северо-западной части департамента, на берегу залива Ураба Карибского моря, на расстоянии приблизительно 270 километров к северо-западу от Медельина, административного центра департамента. Абсолютная высота — 0 метров над уровнем моря.

Муниципалитет Некокли граничит на востоке с муниципалитетами Сан-Хуан-де-Ураба, Арболетес и Турбо, на юге — с муниципалитетом Турбо, на севере и западе омывается водами Карибского моря. Площадь муниципалитета составляет 1361 км².

## Население
По данным Национального административного департамента статистики Колумбии, совокупная численность населения города и муниципалитета в 2013 году составляла 59 230 человек.
Динамика численности населения муниципалитета по годам:
| 2005   | 2006   | 2007   | 2008   | 2009   | 2010   | 2011   | 2012   | 2013   |
| ------ | ------ | ------ | ------ | ------ | ------ | ------ | ------ | ------ |
| 47 989 | 49 330 | 50 661 | 52 008 | 53 391 | 54 799 | 56 237 | 57 728 | 59 230 |

Согласно данным переписи 2005 года мужчины составляли 51,6 % от населения Некокли, женщины — соответственно 48,4 %. В расовом отношении негры, мулаты и райсальцы составляли 59 % от населения города; белые и метисы — 37,5 %; индейцы — 3,5 %.
Уровень грамотности среди всего населения составлял 76,5 %.

## Экономика
Основу экономики Некокли составляют сельскохозяйственное производство, туризм и рыболовство. На территории муниципалитета выращивают бананы, кукурузу, юкку и другие культуры. Развито скотоводство.

52,6 % от общего числа городских и муниципальных предприятий составляют предприятия торговой сферы, 33,5 % — предприятия сферы обслуживания, 7 % — промышленные предприятия, 6,9 % — предприятия иных отраслей экономики.